# My Crazy Beautiful Life
My Crazy Beautiful Life es una autobiografía ilustrada en 2012 de la cantante de pop Kesha y el fotógrafo/cineasta Steven Greenstreet. Fotografía fue también proporcionada por Jason Sheldon y Lagan Sebert, quien también ayudó a desarrollar el proyecto con Ke$ha. El libro fue publicado por Simon & Schuster el 20 de noviembre de 2012 al coincidir con el lanzamiento de su álbum Warrior el 30 de noviembre de 2012. El título del libro, My Crazy Beautiful Life se toma después su canción "Crazy Beautiful Life".

## Sinopsis
En My Crazy Beautiful Life detalles Kesha sus "pensamientos y reflexiones" sobre su vida y contiene fotografías de varios puntos de su vida, antes y después de que ella se convirtió en un cantante. La cantante ha descrito el libro como "una imagen más completa de lo que mi vida es en realidad" El libro también da algunos de los significados detrás de algunas de las letras de sus canciones, con la escritura de Kesha que su canción Blah Blah Blah "era un movimiento consciente para hablar de los hombres como se habló de las mujeres".